# Acanthocyclops smithae
Acanthocyclops smithae – gatunek widłonoga z rodziny Cyclopidae, nazwa naukowa gatunku została po raz pierwszy opublikowana w 1999 roku przez amerykańską biolog Janet W. Reid z Smithsonian Institution, National Museum of Natural History w Waszyngtonie i meksykańskiego hydrobiologa Eduarda Suárez-Moralesa. Gatunek ten został ujęty w Katalogu Życia.